# Оризари (Сливенська область)
Ориза́ри (болг. Оризари) — село в Сливенській області Болгарії. Входить до складу общини Твирдиця.

## Населення
За даними перепису населення 2011 року у селі проживали 553 особи.
Національний склад населення села:
| Національність   | Кількість осіб | Відсоток |
| ---------------- | -------------- | -------- |
| болгари          | 361            | 65,5 %   |
| цигани           | 187            | 33,9 %   |
| турки            | 0              | 0 %      |
| інша             | 0              | 0 %      |
| не визначились   | 3              | 0,5 %    |
| Всього відповіли | 551            |          |

Розподіл населення за віком у 2011 році:
Динаміка населення: